# Deropeltis mossambica
Deropeltis mossambica är en kackerlacksart som beskrevs av Karlis Princis 1963. Deropeltis mossambica ingår i släktet Deropeltis och familjen storkackerlackor. Inga underarter finns listade i Catalogue of Life.